# Dirty Diamonds
Dirty Diamonds è il ventiquattresimo album in studio di Alice Cooper. Viene pubblicato in Europa il 4 luglio 2005 per l'Etichetta discografica Eagle Records/SpitFire Records, mentre negli Stati Uniti il 2 agosto 2005 per l'Etichetta discografica New West Records.

## Tracce
1. Woman of Mass Distraction – 3:59 (Cooper/Roxie/Boston/Garric/Johnson)
2. Perfect – 3:30 (Cooper/Roxie/Johnson)
3. You Make Me Wanna – 3:30 (Cooper/Boston/Roxie/Garric)
4. Dirty Diamonds – 4:02 (Cooper/Boston/Garric/Johnson)
5. The Saga of Jesse Jane – 4:15 (Cooper/Roxie)
6. Sunset Babies (All Got Rabies) – 3:28 (Cooper/Roxie/Johnson)
7. Pretty Ballerina (Michael Brown cover) – 3:01 (Michael Brown)
8. Run Down the Devil – 3:29 (Cooper/Hughes/Elizondo/Hudson)
9. Steal That Car – 3:16 (Cooper/Roxy/Garric/Johnson)
10. Six Hours – 3:24 (Cooper/Roxie)
11. Your Own Worst Enemy – 2:15 (Cooper/Roxie)
12. Zombie Dance – 4:27 (Cooper/Boston/Roxie)
13. Stand (US Bonus Track) – 4:04 (Cooper/Boston/Benenate/Xzibit)
14. The Sharpest Pain (US Bonus Track) – 3:59

Durata totale: 50:39

## Formazione
- Alice Cooper - voce, armonica
- Ryan Roxie - chitarra
- Damon Johnson - chitarra
- Chuck Garric - basso
- Tommy Clufetos - batteria